# Хейстингс (город, Миннесота)
Хейстингс (англ. Hastings) — город в округах Дакота и Вашингтон, штат Миннесота, США. На площади 28,5 км² (26,2 км² — суша, 2,3 км² — вода), согласно переписи 2000 года, проживают 18 204 человека. Плотность населения составляет 694,5 чел./км².
- Телефонный код города — 651
- Почтовый индекс — 55033
- FIPS-код города — 27-27530[1]
- GNIS-идентификатор — 0644715[2]